# 10 złotych 1933 Jan III Sobieski
10 złotych 1933 Jan III Sobieski – okolicznościowa moneta dziesięciozłotowa, wybita w srebrze, wprowadzona do obiegu 9 września 1933 r. rozporządzeniem Ministra Skarbu Władysława Zawadzkiego z dnia 1 września 1933 r. (Dz.U. z 1933 r. nr 68, poz. 511), wycofana z obiegu na podstawie rozporządzenia ministrów gospodarki, finansów i spraw wewnętrznych Rzeszy wydanego 22 listopada 1939 r. w okresie Generalnego Gubernatorstwa, według którego monety bite w srebrze w okresie II Rzeczypospolitej należało obowiązkowo wymieniać na pieniądze papierowe.
W niektórych opracowaniach z początku XXI w. jako data wprowadzenia dziesięciozłotówki do obiegu podawany był 11 września 1933 r, jednak w późniejszych tego samego autora – 9 września 1933 r.
Moneta upamiętniała 250. rocznicę odsieczy wiedeńskiej. Była w obiegu w okresie II Rzeczypospolitej.

## Awers
W centralnym punkcie umieszczono godło – orła w koronie, dookoła napis „RZECZPOSPOLITA POLSKA”, u dołu napis „10 ZŁOTYCH 10”, a pod łapą orła, znak mennicy w Warszawie.

## Rewers
Na tej stronie monety znajduje się prawy profil króla Jana III Sobieskiego, z prawej strony napis „JAN III SOBIESKI”, z lewej strony „1683–1933”, z lewej strony u dołu nazwisko projektanta.

## Nakład
Monetę wybito w srebrze próby 750, na krążku o średnicy 34 mm, masie 22 gramów, z rantem ząbkowanym, według projektu Jana Wysockiego, w mennicy w Warszawie, w nakładzie 300 000 sztuk.

## Opis
Dziesięciozłotówkę bito na podstawie rozporządzenia Prezydenta Rzeczypospolitej Polskiej z 27 sierpnia 1932 r. o zmianie niektórych postanowień rozporządzenia Prezydenta Rzeczypospolitej z dnia 5 listopada 1927 r., definiującego parametry monet:  2, 5, 10 złotych bitych w srebrze próby 750 i masie 2,2 grama przypadających na 1 złoty (Dz.U. z 1932 r. nr 74, poz. 668).
Godło na monecie jest zgodne ze wzorem Godła Rzeczypospolitej Polskiej wprowadzonym 13 grudnia 1927 r. (Dz.U. z 1927 r. nr 115, poz. 980).
Parametry monety są identyczne z parametrami dziesięciozłotówek:
- wzór 1932 Polonia,
- wzór 1934 Józef Piłsudski,
- 1933 Romuald Traugutt oraz
- 1934 Józef Piłsudski-Orzeł Strzelecki[7].

Zamknięty konkurs na projekt monety został zorganizowany przez dyrekcję mennicy w 1933 r. Chociaż komisja konkursowa podjęła decyzję, że zwycięskim projektem był ten przygotowany przez Wojciecha Jastrzębowskiego, to jednak Minister Skarbu podjął decyzję o wyborze projektu Jana Wysockiego, wydając odpowiednie rozporządzenie 1 września 1933 r.
W pierwszym dziesięcioleciu XXI w. Mennica Polska wypuściła repliki czterech konkurencyjnych projektów dziesięciozłotówki 1933 Jan III Sobieski, które nie mają swoich odpowiedników w monetach próbnych wybitych przed II wojną światową.

## Wersje próbne

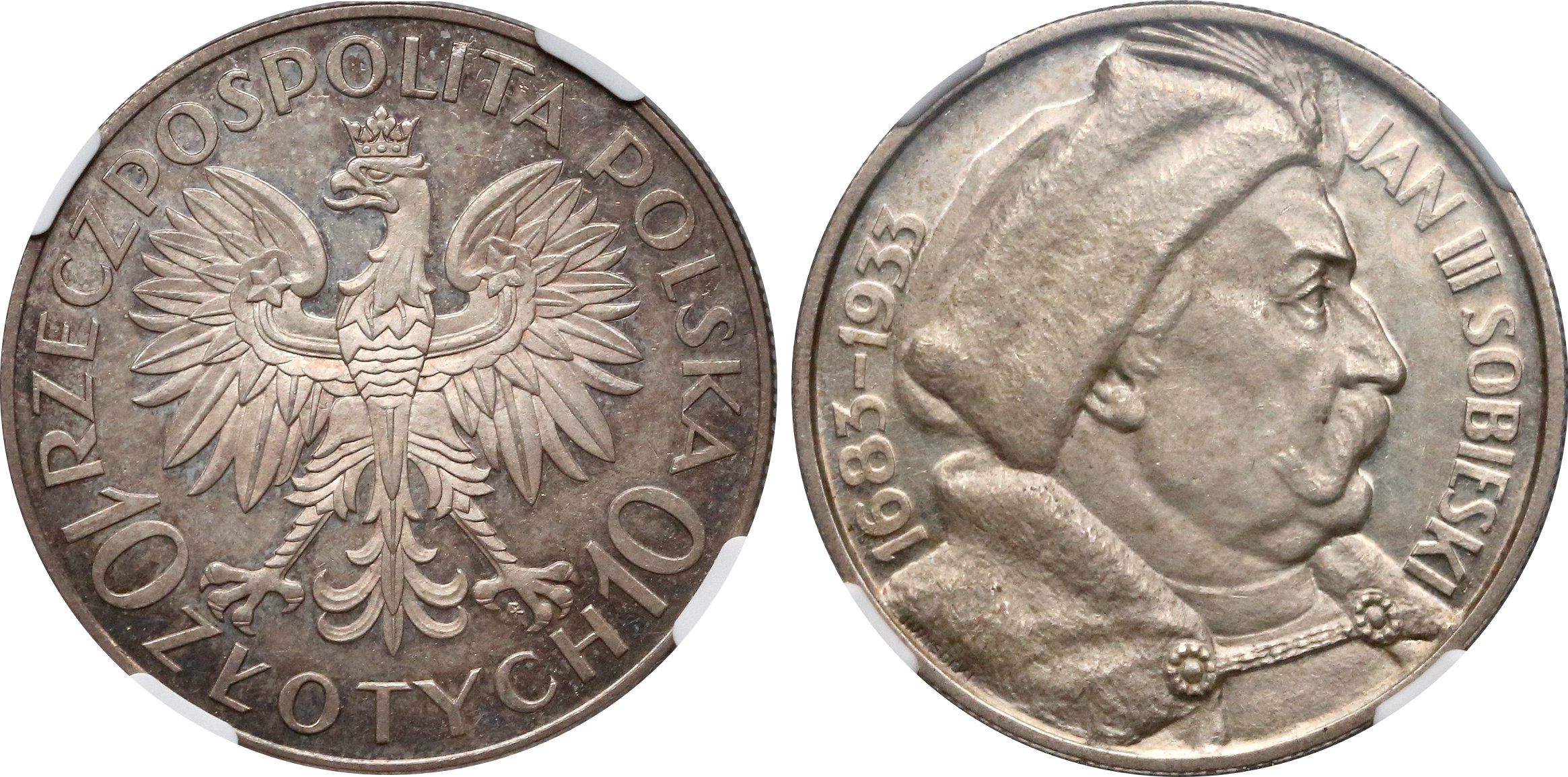
Lustrzanka

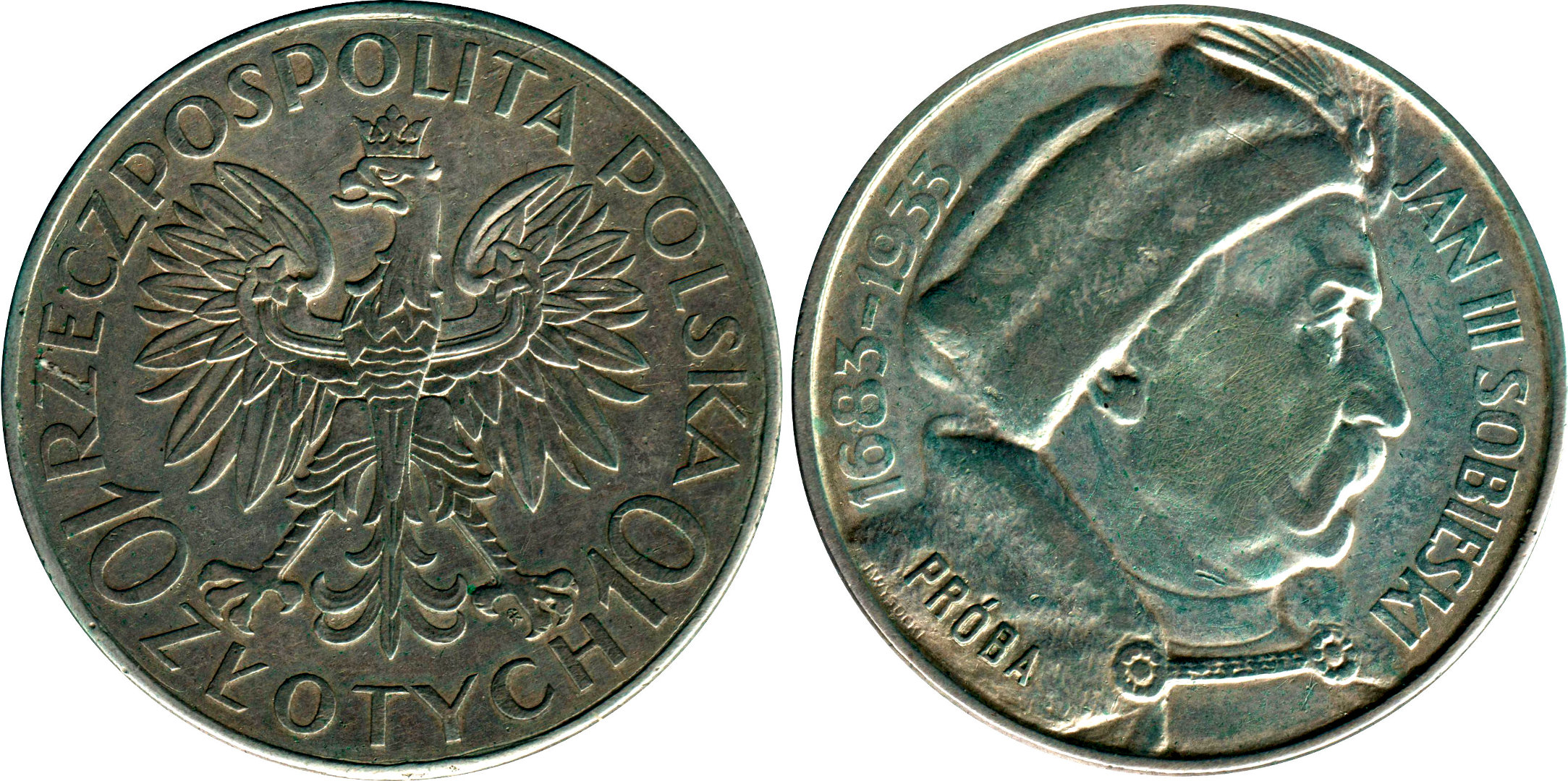
Próba

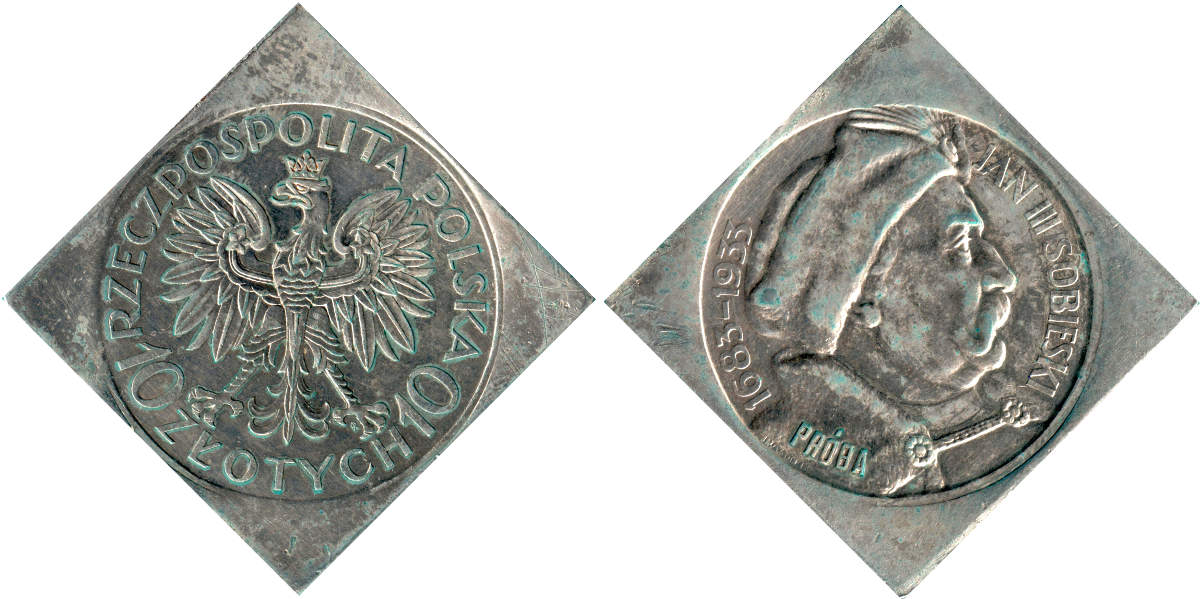
Klipa z napisem PRÓBA

W katalogach podana jest informacja o wybiciu próbnych wersji monety:
- w srebrze, stemplem zwykłym, z wypukłym napisem „PRÓBA” (100 sztuk),
- w srebrze, stemplem lustrzanym, z wypukłym napisem „PRÓBA” (nieznana liczba sztuk).

Wybito także wersję monety stemplem lustrzanym, w nakładzie 100 sztuk.
Istnieją również wersje próbne tej monety wybite w srebrze, w postaci kwadratowej klipy o wymiarach 34,6 × 34,6 mm:
- z napisem „PRÓBA”, w nakładzie 100 sztuk
- bez napisu „PRÓBA”, w nakładzie 100 sztuk.